# Epicephala periplecta
Epicephala periplecta là một loài bướm đêm thuộc họ Gracillariidae. Nó được tìm thấy ở Papua New Guinea.